# Tshochen
```

```

Tshochen, även stavat Coqên, är ett härad (dzong) som lyder under prefekturen Ngari i Tibet-regionen i sydvästra Kina.